# Чувардинская волость
Чувардинская волость — упразднённая административно-территориальная единица, существовавшая в составе Дмитровского уезда Орловской губернии.
Административным центром было село Чувардино.

## География
Располагалась на северо-востоке уезда. Относилась к 3-му мировому участку уезда. Основным водотоком волости была река Неживка. Граничила с Гнездиловской и Лубянской волостями, а также с Кромским уездом.

## История
Образована в ходе крестьянской реформы 1861 года. В 1864 году в волости было 8 сельских обществ, проживало 1097 человек (1083 крестьянина и 14 дворовых). В 1866 году в волости оставалось 616 временнообязанных крестьян и 16 государственных крестьян. Упразднена до 1877 года путём присоединения к Лубянской волости.

## Населённые пункты
В состав волости входило 2 населённых пункта:
| № | Населённый пункт | Тип населённого пункта |
| - | ---------------- | ---------------------- |
| 1 | Чувардино        | село, администр. центр |
| 2 | Волобуево        | деревня                |